# Systenus minutus
Systenus minutus är en tvåvingeart som först beskrevs av Van Duzee 1913.  Systenus minutus ingår i släktet Systenus och familjen styltflugor. Inga underarter finns listade i Catalogue of Life.